# دنيس طومسون (طبال)
دنيس طومسون (بالإنجليزية: Dennis Thompson)‏ هو طبال أمريكي، ولد في 7 سبتمبر 1948 في ديترويت في الولايات المتحدة.

## وصلات خارجية
- دنيس طومسون على موقع IMDb (الإنجليزية)
- دنيس طومسون على موقع الموسوعة البريطانية (الإنجليزية)
- دنيس طومسون على موقع ميوزك برينز (الإنجليزية)
- دنيس طومسون على موقع ديسكوغز (الإنجليزية)
- دنيس طومسون على موقع قاعدة بيانات الفيلم (الإنجليزية)